# Aandelensplitsing
Een aandelensplitsing is het verlagen van de nominale waarde van een aandeel met een bepaalde factor, waartegenover dan meer aandelen worden uitgegeven verhoogd met diezelfde factor. Kortweg gezegd als de nominale waarde met een factor 2 wordt verlaagd, dan wordt het aantal aandelen met diezelfde factor 2 verhoogd. Bij een reverse split wordt de nominale waarde met een factor verhoogd en het aantal uitstaande aandelen met diezelfde factor verlaagd. Voor deze operatie is altijd een statutenwijziging verplicht.
Via de effectenhandel is het een beursoperatie waarbij de uitstaande aandelen van een onderneming worden vervangen door meer, maar kleinere aandelen. In de statuten van een onderneming is het maatschappelijk kapitaal opgenomen met daarbij de verdeling in aandelen. De verdeling wordt veranderd echter de totale waarde van het aandelenbezit blijft gelijk: er vindt geen verhoging van het kapitaal plaats. Ook vindt er geen uitgifte van extra, nieuwe aandelen plaats. Een aandelensplitsing kan gewenst zijn als de beurswaarde van een enkel aandeel te groot is en daardoor de verhandelbaarheid onvoldoende is. Als de waarde van een aandeel te laag is kan een reverse split (samenvoeging of omgekeerde splitsing) van aandelen plaatsvinden.
Andere redenen, om een "pseudo-"splitsing door te voeren, kan zijn om het maatschappelijk kapitaal te verkleinen en het meerdere vanuit de reserves uit te keren aan de aandeelhouders; of om een opgelopen verliessaldo weg te werken; de uit te keren reserves worden aangewend met als tegenboeking, in plaats van de aandeelhouders, het verliessaldo.
Overzicht van alle aandelensplitsingen sinds 1985 incl. samenvoegingen.

## Redenen
Als de waarde van een aandeel in een onderneming erg groot wordt, kan het aandeel onbetaalbaar worden voor particuliere beleggers. Zonder splitsing van aandelen zou een aandeel Shell in september 2006 bijvoorbeeld een waarde van meer dan €1600 hebben. Door herhaalde splitsing schommelde de waarde van een aandeel echter rond de €25. Omdat er bij de lagere koers meer potentiële beleggers zijn, heeft de splitsing dus een positief effect op de liquiditeit van het aandeel.

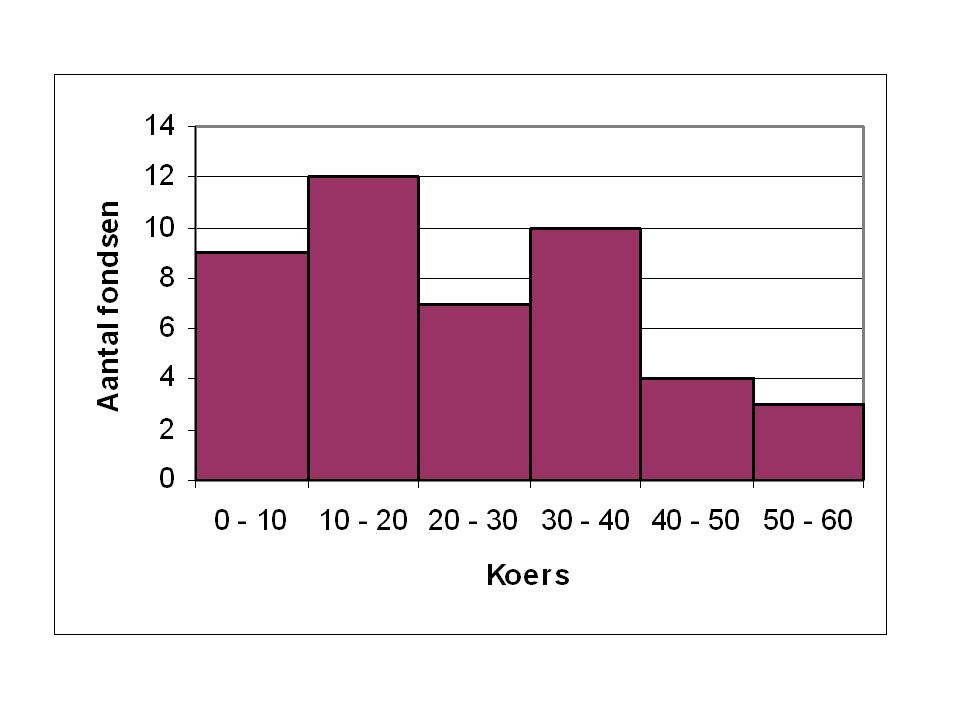
Verdeling koersen van AEX en AMX fondsen op 21-9-2006

Op de Amsterdamse effectenbeurs is de waarde van de meeste aandelen echter veel lager dan het bedrag dat een belegger in een soort aandeel zal willen beleggen (zie grafiek). Volgens gangbare wetenschappelijke theorieën maakt een aandelensplitsing geen verschil voor het rendement. Dit omdat er geen wijziging plaatsvindt in het maatschappelijk kapitaal (aantal uitstaande aandelen * nominale waarde).

## Niet splitsen
Een bedrijf dat erom bekendstaat dat het zijn aandelen nooit heeft gesplitst is Berkshire Hathaway, de investeringsmaatschappij van Warren Buffett. Hierdoor stond het gewone aandeel (A share) in maart 2006 op een koers van om en bij de $ 90.000. Om toch tegemoet te komen aan de interesse van kleine spaarders, werd een B share gemaakt, die een dertigste van de gewone aandelen vertegenwoordigt, zij het met minder dan evenredig stemrecht over de beslissingen van de vennootschap. Aangezien dit B share nog steeds niet echt voor de particuliere belegger verhandelbaar was (ca. $ 3000 per aandeel in 2010), werd druk uitgeoefend op Buffet om het aandeel nogmaals te splitsen. Dit B share is toen gesplitst in 50 delen. Het aandeel noteerde in juni 2013 zo'n $110.
Het aandeel Moeara Enim, een houdstermaatschappij van Koninklijke Olie, is nooit gesplitst en was het duurste fonds op de Amsterdamse effectenbeurs (ongeveer 100.000 gulden). Wel zijn onderaandelen uitgegeven met een separate notering.

## Samenvoeging (reverse stock split)
Een onderneming kan ook besluiten om aandelen samen te voegen: een reverse split. Het aantal uitstaande aandelen wordt samengevoegd, bijvoorbeeld in een 1 op 10 verhouding. Het aantal aandelen daalt dan, maar de waarde van elk aandeel is hoger. Dit gebeurt vaak als de beurskoers dusdanig is gezakt dat het aandeel een penny stock is geworden. In zo'n geval is een aandeel eveneens minder goed verhandelbaar, maar dan omdat zelfs een minimale koerswijziging procentueel al flink aantelt. Daar komt bij dat het niet mogelijk is aandelen beneden de nominale waarde te verhandelen, en dat penny stocks een slechte reputatie hebben.
Vaak hanteren beurzen minimumwaarden per aandeel. Aandelen beneden deze waarde verliezen automatisch hun beursnotering. Op 12 april 2007 maakte de Amsterdamse effectenbeurs bekend dat zij af wilde van aandelen met een waarde, zijnde de koers van het aandeel, van minder dan €1 per aandeel omdat die aanleiding zouden kunnen geven tot ongewenste speculatie. Zij adviseerde ondernemingen met dergelijke aandelen om over te gaan tot omgekeerde aandelensplitsing. Behoud van de notering is dan ook een veelvoorkomend motief voor een samenvoeging.

## Uitvoering
De uitvoering van een aandelensplitsing gebeurt doorgaans door een omruiling. Voor een bepaald aantal oude aandelen krijgt de aandeelhouder een hoger aantal nieuwe aandelen. Dit heeft als zodanig geen invloed op de waarde van de aandelen die hij in portefeuille heeft: de beurs waardeert de uiteindelijke hoeveelheid nieuwe aandelen even hoog als het pakket oude aandelen die hij heeft moeten inleveren.

## Praktische realisatie
Voor een splitsing en/of samenvoeging is een statutenwijziging vereist, dus ook een aandeelhoudersvergadering, met alle daarbij behorende wettelijke voorschriften.
Volgens beursvoorschrift wordt een splitsing of samenvoeging eerst via de pers aangekondigd. Hierin worden de voorwaarden voor de omruiling aangegeven (de omruilverhouding, welk coupon nog moet aangehecht zijn, wat er met eventuele restfracties gebeurt, enz.), alsook de datum of periode van uitvoering.
Aandelen die op een effectenrekening staan (gedematerialiseerde vorm) worden automatisch omgeruild. De eigenaar ziet vanaf die dag de nieuwe aandelen op zijn effectendossier.
Voor aandelen die fysiek geleverd zijn, moet de eigenaar deze aanbieden bij een bank die de omruiling begeleidt. Deze bank zal de nieuwe aandelen dan fysiek laten leveren aan de eigenaar.